# Erlenbach (Zúric)
Erlenbach és un municipi del cantó de Zúric (Suïssa), situat al districte de Meilen.